# Гайдук Микола Васильович
Микола Васильович Гайду́к (8 вересня 1947 , Жадове, Чернігівська область  — 16 квітня 2022 , Чернігів ) — український художник; член Спілки радянських художників України з 1989 року.

## Біографія
Народився 8 вересня 1947 року в селі Жадовому (нині Новгород-Сіверський район Чернігівської області, Україна). Упродовж 1967—1971 років навчався в Кримському художньому училищі імені Миколи Самокиша, де його викладачами були зокрема Анатолій Григор'єв, Валентин Григор'єв.
Протягом 1974—2003 років працював оформлювачем музейних експозицій, художником-монументалістом на Чернігівському художньо-виробничому комбінаті; з 2004 року — викладач Чернігівської дитячої художньої школи. Жив у Чернігові, на хуторі Олександрівці, в будинку на вулиці Гагаріна, № 2а.
Помер 16 квітня 2022 року після довготривалої хвороби.

## Творчість
Працював у галузі живопису, монументального мистецтва, графіки. Серед робіт:
монументальне мистецтво
- мозаїки
  - «Грані пізнання» в школі смт Ріпок (1990);
  - «Дари землі Поліської» в Ніжинському агротехехнічному коледжі (1991);
- монументально-декоративний розпис «Городня» в реабілітацному центрі Городнянської районної лікарні (2001);

графіка, живопис
- серії
  - «Синевир» (1983);
  - «Весняний Седнів» (1991, папір, гуаш);
  - «Околиця» (2002—2010);
- «Мовчазні поля» (1990, папір, темпера);
- «Прозорий день» (1991, папір, гуаш);
- «Місяць сходить» (1995, полотно, олія);
- «Флокси» (1995);
- «Вечірня тиша» (1997, полотно, олія);
- «Конвалії» (1997, полотно, олія);
- «Біля Седнева» (2002);
- «Седнівська осінь» (2002);
- «Осінній вечір» (2002);
- «Теплий день. Городи» (2002, картон, олія);
- «Квітневий вечір» (2004, картон, олія).

Брав участь у республіканських мистецьких виставках з 1987 року. Персональні виставки відбулися у Чернігові у 1997, 2001, 2003, 2017 роках.
Окремі картини художника зберігаються у Чернігівському художньому музеї та Чернігівській обласній універсальній науковій бібліотеці.